# Международный год света и световых технологий
Международный год света и световых технологий (МГС2015, англ.  The International Year of Light and Light-based Technologies, IYL2015) — международный год ООН, проводимый в 2015 году в соответствии с решением Генеральной Ассамблеи ООН, принятым в 2013 году. Инициатива предпринята ООН для повышения осведомлённости граждан мира о важности света в их жизни, для улучшения общественного понимания того, как оптические технологии содействуют устойчивому развитию и обеспечивают решение проблем в области энергетики, образования, сельского хозяйства, связи и здравоохранения и для укрепления международного сотрудничества. Проведение года приурочено к ряду юбилейных дат, относящихся к науке о свете и отмечаемых в 2015 году. В проекте участвует более чем 100 партнёров из 85 стран.

## История
С инициативой о проведении МГС выступили несколько международных научных обществ и других организаций, возглавляемых Африканским и Европейским физическими обществами.
В порядке реализации выдвинутой инициативы Гана, Мексика, Россия и Новая Зеландия в 2012 году представили исполнительному комитету ЮНЕСКО пояснительную записку и проект резолюции с предложением о провозглашении 2015 года Международным годом света и световых технологий. К авторам резолюции присоединилась ещё 31 страна. На 190-й сессии исполнительного комитета, состоявшейся 13—18 октября 2012, резолюция была принята, после чего последовало соответствующее предложение, обращённое к Генеральной конференции ЮНЕСКО.
Далее Генеральная конференция ЮНЕСКО на своей 37-й сессии 19 ноября 2013 приняла резолюцию, в которой рекомендовала Генеральной Ассамблее ООН принять решение о провозглашении Организацией Объединенных Наций 2015 года Международным годом света и предложила Генеральному директору ЮНЕСКО поддержать усилия, направленные на это.
Наконец, 20 декабря 2013 года на 68-й сессии Генеральной Ассамблеи ООН путём принятия резолюции 68/211 2015 год был провозглашён Международным годом света и световых технологий.

## Обоснование выбора года
В обоснование выбора года Генеральная Ассамблея ООН в своей резолюции отмечает, что 2015 год является юбилейным для ряда важных вех в истории науки о свете. К таковым резолюция относит:
- написание в 1015 году работ по оптике Ибн аль-Хайсамом (Альхазеном);
- введение в 1815 году Огюстеном Френелем понятия световой волны;
- появление в 1865 году электромагнитной теории распространения света, созданной Джеймсом Максвеллом;
- появление в 1905 году теории фотоэлектрического эффекта, предложенной Альбертом Эйнштейном;
- введение в 1915 году в космологию понятия света благодаря общей теории относительности;
- открытие в 1965 году Арно Пензиасом и Робертом Вильсоном космического микроволнового фонового излучения;
- успехи, достигнутые в 1965 году Чарльзом Као в области волоконно-оптической связи на основе передачи света.

## Цели
Инициаторы проведения Международного года света ставят перед ним следующие цели:
- улучшение общественного понимания того, как свет и основанные на нём технологии влияют на повседневную жизнь людей, а также играют центральную роль в будущем глобальном развитии;
- создание по всему миру образовательного потенциала путём мероприятий, нацеленных на научное образование молодежи, способствование решению проблем в области гендерного баланса и, в частности, сосредоточение внимания на развивающихся странах и странах с формирующейся рыночной экономикой;
- пропаганда важности основанных на свете технологий для устойчивого развития, в частности, в области медицинского обслуживания, сельского хозяйства и коммуникаций, с тем, чтобы обеспечить доступ к образованию в целях улучшения качества жизни по всему миру;
- повышение осведомлённости о междисциплинарном характере науки в 21-м веке с акцентом на то, что взаимодействие между различными тематическими областями науки будет играть всё большую роль в будущих исследованиях и образовании;
- объяснение тесной связи между светом и искусством с указанием на всё большее значение оптических технологий в деле обеспечения сохранности культурного наследия;
- укрепление международного сотрудничества путём координации деятельности между научными сообществами, образовательными учреждениями и промышленностью с уделением особенно пристального внимания созданию новых партнёрств и инициатив в развивающихся странах;
- установление долгосрочных партнёрств с тем, чтобы эти мероприятия, цели и достижения имели продолжение и после окончания Международного года света.

## Организация
Проведение мероприятий в рамках Международного год света координируется Международным руководящим комитетом, действующим в сотрудничестве с Международной программой по фундаментальным наукам ЮНЕСКО и секретариатом, находящимся в Международном центре теоретической физики имени Абдуса Салама (ICTP) в Триесте.
Председатель руководящего комитета — президент Европейского физического общества Джон Дадли.
Научные спонсорами года являются Американское физическое общество (APS); Американский институт физики (AIP); Европейское физическое общество (EPS); Немецкое физическое общество (DPG), Общество фотоники института инженеров электротехники и электроники (IEEE Photonics Society); Международное общество оптики и фотоники (SPIE); Оптическое общество (OSA); Институт физики (IOP); Международный центр теоретической физики (ICTP); 1001 Inventions; Международная сеть Lightsources.org.
Церемония открытия Международного года света состоялась 19—20 января в штаб-квартире ЮНЕСКО в Париже. Генеральный секретарь ООН Пан Ги Мун направил в адрес церемонии приветственное послание, заканчивающееся словами «Пусть будет год света».